# Le Courrier des sciences, de l'industrie et de l'agriculture
Le Courrier des sciences, de l'industrie et de l'agriculture est un ancien journal d'information scientifique créé en 1862 et absorbé en 1865 par  La Revue scientifique.

## Définition
Organe du mouvement et des intérêts des sciences en province. Revue Hebdomadaire universelle